# NGC 3067
NGC 3067 (другие обозначения — UGC 5351, A 0955+32, MCG 6-22-46, KUG 0955+326, ZWG 182.51, IRAS09554+3236, PGC 28805) — галактика в созвездии Лев.
Этот объект входит в число перечисленных в оригинальной редакции «Нового общего каталога».
Образует пару с квазаром 3C 272. Является яркой галактикой со вспышкой звёздообразования.